# Milošev Do
Milošev Do (Servisch cyrillisch Милошев До) is een plaats in de Servische gemeente Prijepolje. De plaats telt 126 inwoners (2002).